# Глутамат калия
Глутамат калия — монокалиевая соль глутаминовой кислоты, с формулой C5H8KNO4. Является пищевой добавкой Е622, усилитель вкуса и аромата. Иногда, в качестве альтернативы, используется в пищевых продуктах быстрого приготовления вместо глутамата натрия.
Глутамат калия представляет собой белый кристаллический порошок, хорошо растворимый в воде, плохо в этаноле, без запаха, имеет характерный вкус.